# Leonardo
Leonardo (ранее Finmeccanica) — один из крупнейших машиностроительных холдингов в Италии. Структурные подразделения холдинга выполняют заказы в сферах обороны, энергетики, вертолетостроения, телекоммуникаций и транспорта. В списке крупнейших публичных компаний мира Forbes Global 2000 за 2022 год Leonardo заняла 1145-е место. По объёму продаж продукции военного назначения (на которую приходится 83 % выручки) компания в 2021 году занимала 12-е место в мире.

## История

### Первый период
В 1948 году Институтом промышленного восстановления (Istituto per la Ricostruzione Industriale, IRI) была создана компания «Finmeccanica». Ей были переданы активы целого ряда компаний в автомобильной, авиастроительной и судостроительной отраслях, включая «Ansaldo», «Alfa Romeo», «Odero-Terni-Orlanda», «San Giorgio Soc. Industriale», «Filatecnica Salmoiraghi», «Arsenale Tiestino», «Fabbrica Machinne», «Industria Meccanica Napoletana» и «Navalmeccanica». Общий штат сотрудников этих компаний составлял около 100 тысяч человек. 
В 1960 году из судостроительных предприятий, которые приносили более половины выручки «Finmeccanica», была создана компания «Fincantieri», в 1967 году ставшая самостоятельной. Основой её деятельности в 1960-е годы было автомобильное производство на базе предприятий «Alfa Romeo». В этот период было создано подразделение электроники, роль которого начала постепенно расти. В 1969 году было создано совместное с Fiat предприятие по производству авиационных двигателей, названное «Aeritalia». В основном оно было ориентировано на военные заказы. 
В конце 1970-х годов «Aeritalia» перешла под полный контроль «Finmeccanica». В 1986 году «Alfa Romeo» была продана компании «Fiat». Также было продано ещё несколько предприятий. Взамен было куплено около 30 компаний, в основном в сфере электроники, в частности «Selenia», которая была объединена с «Aeritalia», образовав «Alenia Aeronautica. 
К концу 1980-х годов «Finmeccanica» состояла из двух промышленных групп: «Ansaldo» (энергетика, промышленное оборудование и железнодорожный транспорт) и «Alenia» (аэрокосмическая отрасль, военная электроника, ракетные системы).

### 1990-е

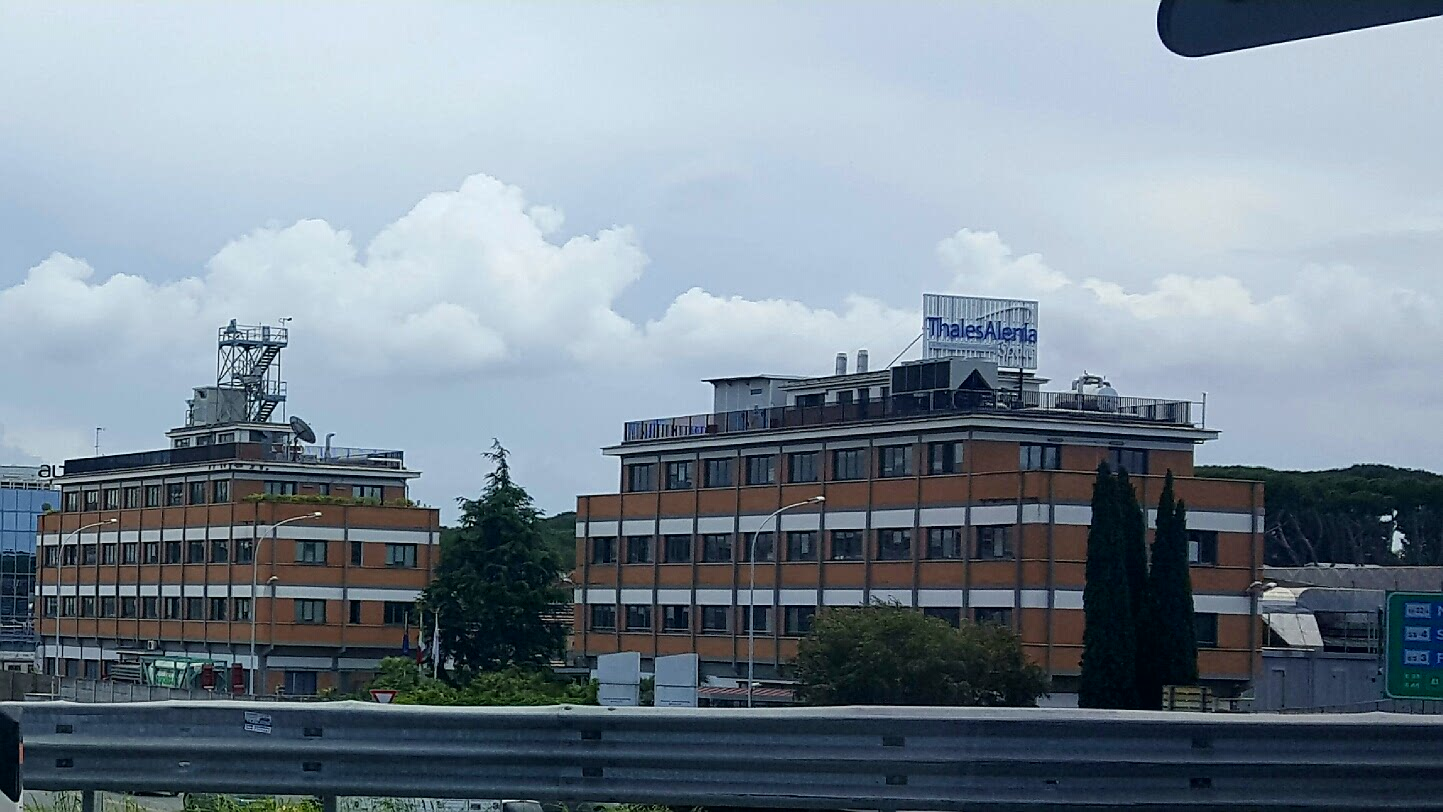
Центр космической интеграции Рим 2016

В 1992 году часть акций компании была размещена на Итальянской фондовой бирже, но IRI сохранил за собой 87 % акций. В 1993 году другая итальянская промышленная группа, «EFIM», оказалась на грани банкротства, и правительство перевело её активы в оборонной и аэрокосмической отраслях в подчинение «Finmeccanica». 
В 1999 году было создано итальяно-британское совместное предприятие по производству вертолётов «AgustaWestland». В 2000 году IRI полностью избавился от акций «Finmeccanica». 30 % перешли Министерству финансов Италии, остальные были размещены на бирже. Компанию возглавил Пьер Франческо Гуаргуальини. 

### 2000-е
В 2001 году ракетное подразделение было реорганизовано в совместное предприятие «MBDA», в которое также вошли ракетные подразделения «BAE Systems» и «EADS». В 2004 году был установлен полный контроль над совместным предприятием «AgustaWestland». В 2005 году у британской BAE Systems был куплен ряд активов в сфере оборонной электроники, в частности участие в производстве европейского истребителя Eurofighter Typhoon. В августе 2005 года была куплена итальянская компания «Datamat», специализировавшаяся на спутниковых телекоммуникациях.
В 2008 году за 5,2 млрд долларов была куплена американская оборонная компания «DRS Technologies».
В сентябре 2009 года был куплен крупнейший завод Польши по производству вертолётов «PZL-Świdnik», расположенный в городе Свидник. Его основной продукцией являются вертолёты PZL W-3 Sokół и PZL SW-4 Puszczyk.

### 2010-е
В 2010 году правоохранительные органы Италии заподозрили руководство «Finmeccanica» в сговоре с Национальной службой обеспечения полётов гражданской авиации Италии (ENAV). По версии следствия, руководство ENAV давало взятки топ-менеджерам Finmeccanica с целью получения более выгодных условий при осуществлении госзаказов по завышенной стоимости.
1 декабря 2011 года председатель совета директоров и генеральный директор «Finmeccanica» Пьер Франческо Гуаргуальини подал в отставку. Вместо него был назначен Джузеппе Орси.
В начале 2012 года итальянский суд наложил арест на пакет акций «Finmeccanica», который принадлежал Муаммару Каддафи. Стоимость пакета составляла около 40 млн евро.
В феврале 2013 года глава «Finmeccanica» Джузеппе Орси был арестован по подозрению в даче взятки индийским властям при подписании в 2010 году контрактов на поставку в Индию итальянских вертолётов, произведенных компанией AgustaWestland. По версии следствия, размер взятки со стороны Finmeccanica составил 51 млн евро.
15 мая 2014 на собрании акционеров Finmeccanica был избран новый совет директоров на три года (2014—2016). Руководителем был утверждён Джованни Де Дженнаро, главным исполнительным директором и генеральным директором назначен Мауро Моретти, который до этого являлся генеральным директором «Ferrovie dello Stato» («Государственные железные дороги Италии»).
28 апреля 2016 года общее собрание акционеров одобрило решение о переименовании «Finmeccanica» в «Leonardo» (в честь Леонардо да Винчи).
16 мая 2017 года совет директоров назначил Алессандро Профумо в качестве главного исполнительного директора «Leonardo».

### 2020-е
9 июля 2025 года Leonardo приобрёл шведскую компанию по кибербезопасности «Axiomatics» (приобретя 100 % акций).

## Собственники и руководство
Крупнейший акционер компании — Министерство экономики и финансов Италии (30,2 %). Институциональным инвесторам принадлежит 44,7 % акций (половина из них инвесторам из США).
Председателем совета директоров является Лучано Карта, главным исполнительным директором — Алессандро Профумо.

## Деятельность

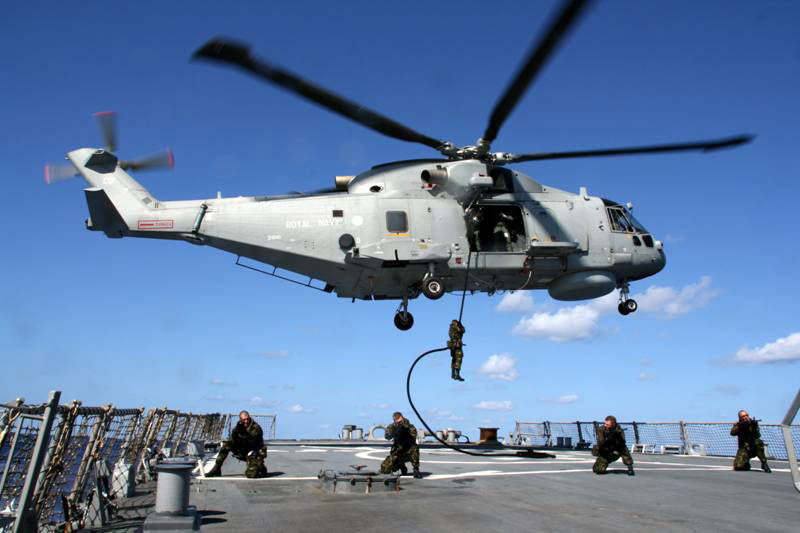
AW101

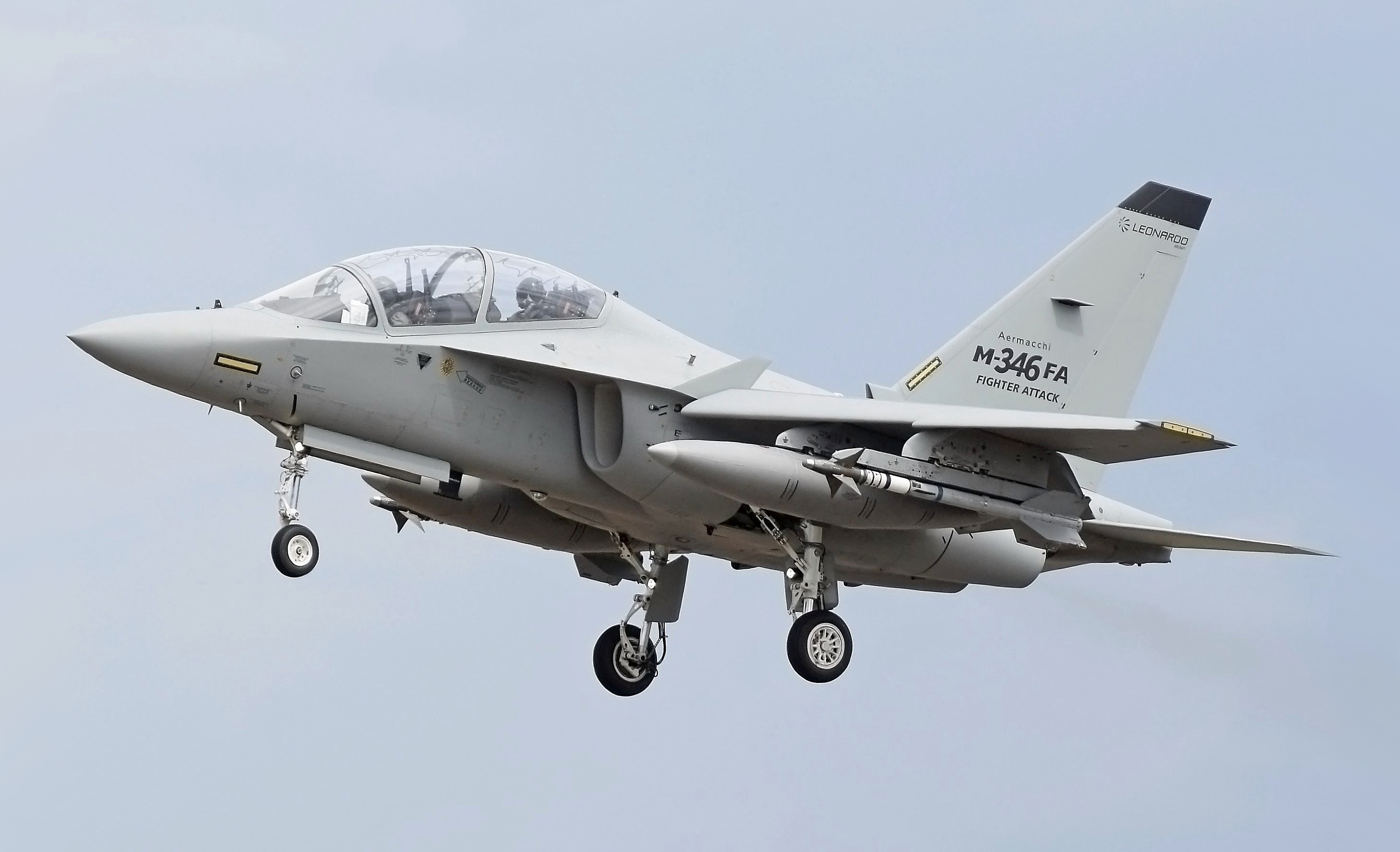
M-346

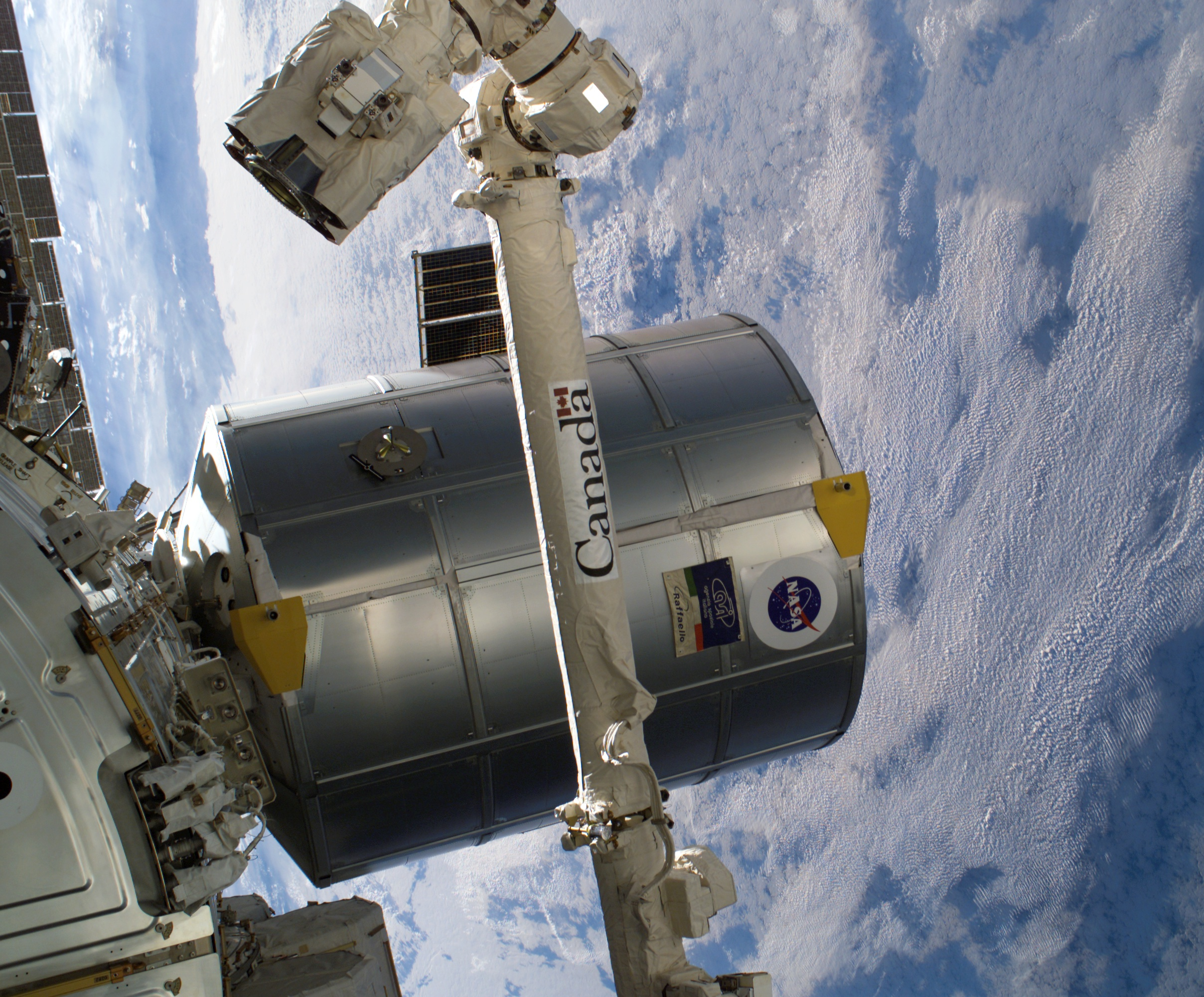
Raffaello MPLM

Выручка за 2021 год составила 14,1 млрд евро, из них 88 % пришлось на государственные заказы, 83 % — на продукцию военного назначения.
Основными регионами деятельности «Leonardo» по состоянию на 2021 год были:
- Италия — 55 предприятий, 31,7 тыс. сотрудников, 17 % выручки;
- США — 32 предприятия, 7,2 тыс. сотрудников, 25 % выручки;
- Великобритания — 7 предприятий, 7,4 тыс. сотрудников, 9 % выручки;
- Польша — 1 предприятие, 2,5 тыс. сотрудников;
- другие страны — 11 предприятий, 1,6 тыс. сотрудников.

Подразделения:
- Вертолёты — производство вертолётов для военных и гражданских заказчиков; 28 % выручки;
- Оборонная электроника и безопасность — производство радаров, контрольных систем, систем связи, электроники для самолётов и космических аппаратов, решения в сфере информационной безопасности, 47 % выручки;
- Аэронавтика — производство военных самолётов (Eurofighter Typhoon, истребитель F-35 для Италии и Нидерландов, разработки по программе Tempest), а также региональных гражданских самолётов, материалов и комплектующих для других авиастротельных компаний, 25 % выручки;
- Космос — участие в проекте Space Alliance.

## Дочерние и совместные предприятия
Leonardo является группой компаний, в которую входят:
- Leonardo SpA (Италия);
- Leonardo UK Ltd (Великобритания);
- PZL-Świdnik[англ.] (Польша);
- AgustaWestland (Италия);
- Philadelphia Co. (США);
- Kopter Group AG (Швейцария);
- DRS Technologies —американская дочерняя компания, занимающаяся поставкой продукции, предоставлением услуг и комплексной поддержки вооруженным силам, разведслужбам и оборонным предприятиям;
- MBDA (25 %)— совместное предприятие с BAE Systems и Airbus Group (по 37,5 %) по производству ракетных систем;
- Telespazio (67 %) и Thales Alenia Space (33 %), два совместных предприятия, созданных с Thales в рамках Space Alliance для предоставления спутниковых услуг и для производства спутников и орбитальных инфраструктур;
- ATR — совместное с Airbus Group предприятие по выпуску ближнемагистральных самолётов;
- Leonardo Global Solutions SpA (Италия);
- NHIndustries SAS (Франция);
- Orizzonte Sistemi Navali SpA (Италия);
- Elettronica SpA (Италия, 31,33 %);
- Hensoldt AG (Германия, 25,1 %);
- Avio SpA (Италия, 29,63 %).

### Деятельность в России
Подразделение Finmeccanica компания Alenia Aeronautica (с января 2012 года — Alenia Aermacchi) является владельцем 25 % плюс одна акция ЗАО «Гражданские самолёты Сухого».
В 2010 году AgustaWestland и «Вертолёты России» создали совместное предприятие HeliVert для сборки вертолётов AW139 в подмосковном Томилине. В 2010 году Finmeccanica создало совместное предприятие по разработке системы безопасности движения поездов с ОАО «Российские железные дороги». Итальянцы также имеют совместное предприятие с участием «Рособоронэкспорта» по продвижению учебного боевого самолёта Як-130.

## Финансовые показатели
На 1998 год долг «Finmeccanica» составлял 6 млрд евро, чистый убыток — 1 млрд евро. 
В 2007 году выручка компании составила 13,43 млрд евро, чистая прибыль — 521 млн евро.
В 2024 году чистая прибыль составила 1,159 млрд евро. Компания выполнила заказы на 20,9 млрд евро. Доход составил 17,8 млрд евро. Показатель EBITDA составил 1,525 млрд.